# Mme Pavoshko
Singles de Black M
Spectateur
(2014) Sur ma route
(2014)
Mme Pavoshko est le troisième single extrait de l'album Les Yeux plus gros que le monde de Black M.

## Classements hebdomadaires
| Classement (2014)                       | Meilleure position |
| --------------------------------------- | ------------------ |
| Belgique (Wallonie Ultratop 50 Singles) | 34                 |
| Belgique (Wallonie Ultratip 50)         | 10                 |
| France (SNEP)                           | 11                 |

## Certifications
| Année | Cérémonie                | Prix             | Resultat   | Ref   |
| ----- | ------------------------ | ---------------- | ---------- | ----- |
| 2014  | NRJ Music Awards 2014    | Clip de l'année  | Lauréat    | [ 4 ] |
| 2014  | Trace Urban Music Awards | Meilleur chanson | Nomination | [ 5 ] |

## Clip vidéo
Dans le clip vidéo, on peut voir apparaître des invités notoires tels que : Kev Adams, Willaxx, Issa Doumbia, Stéphane Bak ainsi que Claudine Acs.
Clip vidéo tourné au lycée polyvalent Claude-Garamont à Colombes.